# The Siracusa International Institute for Criminal Justice and Human Rights
The Siracusa International Institute for Criminal Justice and Human Rights, è una fondazione italiana non a scopo di lucro (ONLUS) riconosciuta con decreto presidenziale, che si occupa dello studio, della ricerca e della formazione nel campo della giustizia penale internazionale e comparata e dei diritti umani. In precedenza la fondazione era nota come Istituto Superiore Internazionale di Scienze Criminali (ISISC). 

## Storia
Fondato a Siracusa nel 1972 dall'Associazione Internazionale di Diritto Penale (AIDP) presieduta da M. Cherif Bassiouni, l'Istituto nei suoi 45 anni di vita ha lavorato a favore dello sviluppo della giustizia penale a livello mondiale, dell'applicazione del principio di legalità e della protezione dei diritti umani. 
L'istituto collabora dal 1989 con le Nazioni Unite, godendo dello status consultivo speciale presso quest'organo.
Nel 2001 ha istituito l'Osservatorio Permanente sulla Criminalità Organizzata", organo consultivo della Regione Siciliana.
Nel 2006 è riconosciuta come ONG  da un decreto legge del Ministero degli Affari esteri italiano.
Conta all'attivo oltre 700 conferenze, seminari di formazione e workshop aventi per tema il diritto penale internazionale, oltre che programmi di assistenza tecnica a favore della riforma del sistema giudiziario in paesi quali l'Afghanistan, l'Iraq, il Bahrain e la Macedonia. Il fine dell'Istituto è quello di incoraggiare la collaborazione tra i popoli occidentali e quelli orientali in materia di giustizia penale. L'Istituto è inoltre impegnato nella formazione dei giovani penalisti, giovani procuratori e avvocati con corsi di specializzazione in a loro dedicati, e nella pubblicazione di volumi che riflettono le sue attività di ricerca e di studio.
Il 23 settembre 2018 alla presenza del Presidente della Repubblica Sergio Mattarella è stata scoperta una targa in onore di Cherif Bassiouni ex presidente dell'Istituto, morto nel 2017.

## Amministrazione

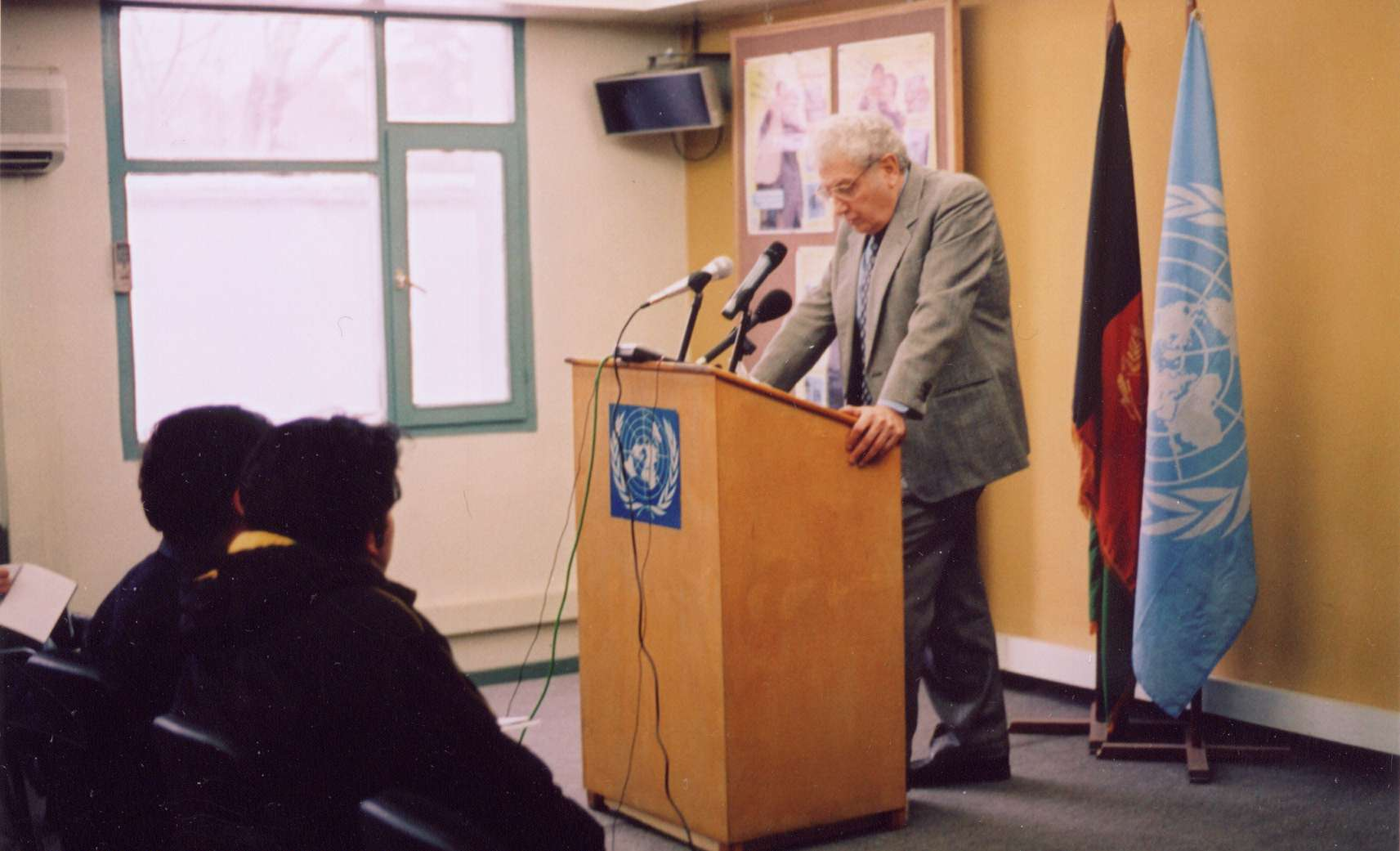
Bassiouni nel 2005

È stato diretto da Cherif Bassiouni dalla fondazione fino alla sua morte nel 2017.
Il presidente dell'Istituto è a febbraio 2019 Jean-François Thony, procuratore generale della Corte d'Appello di Rennes in Francia, vicepresidenti Paola Severino e Ulrika Sundberg.